# (20208) Philiphe
(20208) Philiphe est un astéroïde de la ceinture principale.

## Description
(20208) Philiphe est un astéroïde de la ceinture principale. Il fut découvert le 31 mars 1997 à Socorro (Nouveau-Mexique) par le projet LINEAR. Il présente une orbite caractérisée par un demi-grand axe de 2,97 UA, une excentricité de 0,08 et une inclinaison de 10,2° par rapport à l'écliptique.

## Compléments